# Franz Kurek
Franz Hermann Georg Kurek (* 24. August 1881 in Zaborze, Bezirk Bielitz, Oberschlesien; † 6. Mai 1977 in Solingen) war ein deutscher Ingenieur, Werksleiter, Fachschuldirektor und Fachbuchautor.

## Werdegang
Nach Ausbildung zum Ingenieur der Hüttenkunde (Metallurgie) und Promotion als Abschluss an der TH Charlottenburg zog Kurek mit seiner Familie zunächst nach Hamburg (Materialprüfstelle bei Blohm & Voss) und dann nach Solingen. Dort war er von 1919 bis 1926 Technischer Direktor der damaligen Firma Siegen-Solinger Gussstahl-Aktien-Verein, in der 1921 rund 4.000 Mitarbeiter beschäftigt waren. Danach wurde er als Direktor an die örtliche Fachschule für Metallgestaltung berufen, die zu jener Zeit neben der technischen Ausbildung einen kunstgewerblichen Schwerpunkt hatte. Dort blieb er bis zu seiner Pensionierung 1948. In Zusammenarbeit mit dem Lehrer und Schulprofessor Paul Woenne baute er ein hausinternes Industriemuseum auf, aus dem später das Deutsche Klingenmuseum entstand.
Er war auch Initiator einer Lehrwerkstatt der Industrie- und Handelskammer Solingen, in der erfolgreich praktische Berufsausbildung an allen erforderlichen Maschinen betrieben wird. Er setzte sich für die Erhaltung des historischen Balkhauser Kottens ein, war in den Vorständen verschiedener Vereine aktiv, die ihm viel zu verdanken hatten und entsprechend ehrten. Im VDEh gehörte er dem Geschichtsausschuss an. Zudem übte er das Pflegeramt, Bezirk Solingen für das Germanische Nationalmuseum, Nürnberg aus (1934–1961). Noch kurz vor seinem Tod 1977 erhielt er den Kulturpreis der Bürgerstiftung Solingen 600 verliehen.

## Ehrungen
- Träger des Bundesverdienstkreuz 1. Klasse zum Verdienstorden der Bundesrepublik Deutschland (1966)
- Träger des Kulturpreises der „Bürgerstiftung Solingen 600“ (1977)
- Ehrenmitglied Bergischer Geschichtsverein, Abteilung Solingen (1951)
- Ehrenmitglied „Freunde des Deutschen Klingenmuseums“ (1964)
- Ehrenvorsitzender „Verein für Technik und Industrie Solingen“ (1952)

## Publikationen (Auswahl)
- als Hrsg.: Die Fachschule für die Stahlwaren-Industrie in Solingen. Aus Anlass des 25-jährigen Bestehens der Schule, Solingen 1930.
- Das Solinger Zeichenwesen und die älteste, noch vorhandene Zeichenrolle der Messermacher aus dem Jahre 1684. Archiv für das Eisenhüttenwesen 32 (1961), VDEh Düsseldorf.
- Veröffentlichung von Forschungsergebnissen in „Archiv für das Eisenhüttenwesen“ und in Stahl und Eisen, beide VDEh Düsseldorf.
- als Schriftleiter: „Zeitschrift des Vereins für Technik und Industrie“, Solingen (1924–1938).